# Lynn Bohs
Pour les articles homonymes, voir Bohs.
Lynn A. Bohs-Sperry, née en 1957, est une botaniste américaine, experte dans la famille des solanáceas et professeur associée au département de biologie de l'université de l'Utah.

## Biographie
Elle a obtenu son doctorat à l'université Harvard en 1986. Elle a ensuite développé ses travaux scientifiques, tant sur le terrain qu'en cabinet, à l'Herbier de l'université de l'Utah, en tant que taxonomiste, notamment des espèces des clades Cyphomandra et Leptostemonum. Elle a également travaillé sur la phylogénie moléculaire des groupes du genre Solanum.
Elle a participé à des expéditions botaniques en Équateur, au Brésil, en Colombie et dans son propre pays.